# 이승현 (바둑 기사)
이승현(1980년 8월 6일 ~ )은 대한민국의 여류 아마 바둑 기사이다.

## 학력
- 명지대학교 바둑학과 학사 (2000학번)
- 명지대학교 바둑학과 석사과정 수료 (2007년 8월)

## 약력
- 2000년 : 제1회 한성김치배 여류최강전 준우승,방송통신대학주최 전국 대학생 바둑대회 우승,제1회 파크랜드배 남녀페어바둑대회  최강부 3위 제4회 그린피아 명인배 여류최강부 우승